# 张光瑛
张光瑛（1936年—），女，广东新会人，生于江苏南京，中国语文教育家，曾任第七、八届全国政协委员。